# Couve
Couve é o nome vulgar, genérico, das diversas variedades cultivares da espécie Brassica oleracea L., (ou Brassica sylvestris (L.) Mill.) da família das Brassicaceae, a que também pertence o nabo e a mostarda. É uma planta muito utilizada como verdura na cozinha, para sopas (como a couve-galega para o caldo verde) e conservas (como o repolho para o chucrute), entre outros acompanhamentos, como a couve à mineira.

## Descrição
É uma planta cuja descrição se torna difícil, já que as diversas variedades são bastante diferentes em termos morfológicos. Assim, pode-se considerar que é uma planta herbácea, mas há algumas variedades sublenhosas na zona da base do caule; pode ser considerada uma planta bianual, mas tem, por vezes, tendências perenantes (o seu ciclo de vida pode prolongar-se para além dos dois anos). O caule é erecto, podendo ser curto, como no repolho, ou longo, como na couve-galega. As folhas da base podem diferir das folhas terminais: as basilares podem ser lirado-penatipartidas, enquanto que as folhas superiores podem ser oblongas, obovadas, onduladas, denteadas, formando, ou não, uma "cabeça" de folhas  apertadas, antes da floração. As folhas são geralmente verdes (glaucas, mas nem sempre), grossas, não chegando a ser carnudas. Ao longo do caule (também chamado de talo) podem formar-se pequenos ramos ou gemas, como na couve-galega, ou na couve-de-bruxelas. As flores, dispostas em rácimos terminais erectos, podem ser brancas ou amarelas, com sépalas erectas e corola composta por quatro pétalas obovadas, unguiculadas (com forma de unha). Tem estames tetradinâmicos, (quatro com filetes compridos e dois curtos). Os frutos são síliquas cilíndricas ou subcompridas rostradas (com um prolongamento em forma de bico na extremidade). É uma planta originária da costa ocidental europeia.

## Grupos

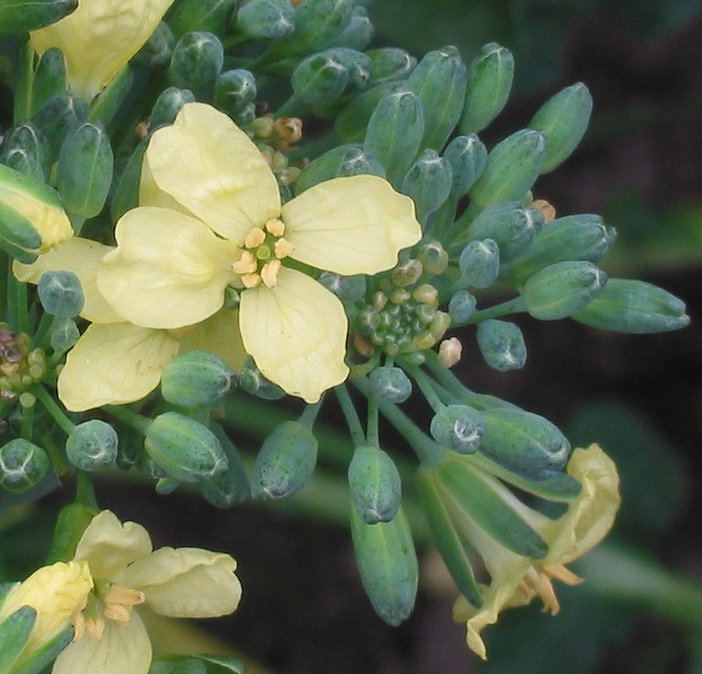
Flor dos brócolis - são visíveis as sépalas eretas, as pétalas obovadas e os estames tetradinâmicos (dos seis, dois são mais curtos), como é característico da espécie.

Os tipos cultivados dividem-se nos seguintes grupos:
- Brassica oleracea, Grupo Acephala - ou couves, propriamente ditas, com grandes semelhanças à espécie-tipo - como a couve-galega;
- Brassica oleracea grupo Alboglabra - couve-chinesa-kairan, bróculos chineses ou Kai-lan;

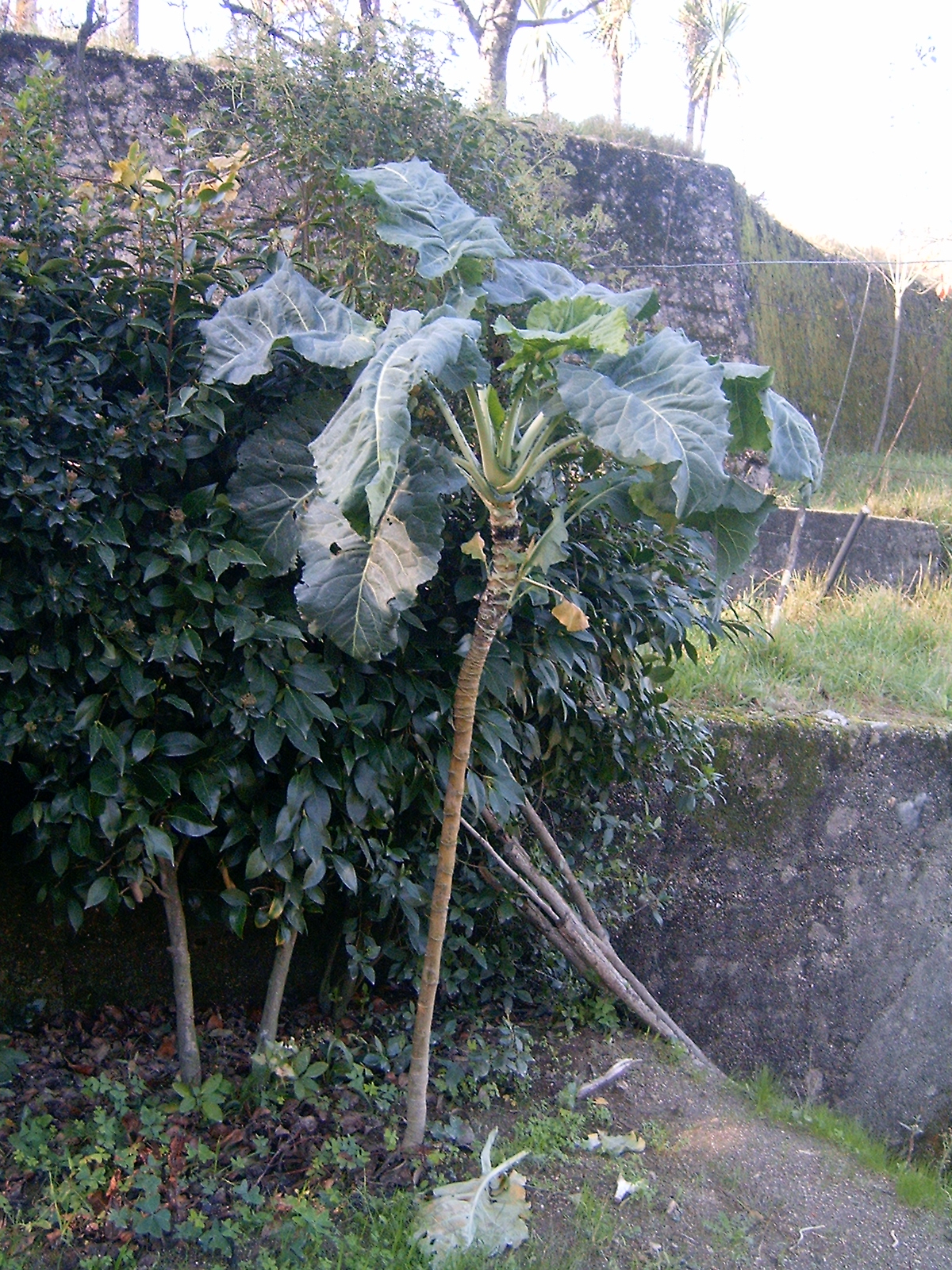
Couve-galega

- Brassica oleracea, grupo Botrytis - couve-flor e brócolis romanesco;
  - Subgrupo Chlorusa;
  - Subgrupo Erytrobotrys;
  - Subgrupo Phaeusa;
  - Subgrupo Theiusa;
- Brassica oleracea, grupo Capitata - ou repolhos;
- Brassica oleracea, grupo Capitata Rubra (Repolho-de-erfurte ou couve-roxa)
- Brassica oleracea, grupo Costata - couve-portuguesa ou tronchuda.
- Brassica oleracea, grupo Gemmifera - ou couve-de-bruxelas;
- Brassica oleracea, grupo Gongylodes - ou couve-rábano, couve-nabo ou couve-naba;

- Brassica oleracea, grupo Italica - brócolis ou bróculos;
  - Subrupo Albida;
  - Subgrupo Cymosa;
  - Subrupo Flava;
  - Subgrupo Italica;
- Brassica oleracea, grupo Medullosa - couve-cavaleiro, couve-forrageira ou couve-repolho-branca;
  - Subgrupo Rubra - couve-repolho-vermelha ou couve-forrageira-vermelha;
- Brassica oleracea, grupo Nanofimbriata - couve-frisada-anã;
- Brassica oleracea, grupo Palmifolia - couve-palmeira;
  - Subgrupo Laciniato - também incluído nos grupos Viridis e Sabellica - ainda que pertença indubitavelmente à Brassica oleracea acephala;
- Brassica oleracea, grupo Ramosa- outro tipo de couve-cavaleiro;
- Brassica oleracea, grupo Sabauda - couve-lombarda, lombardo, couve-crespa, couve-de-sabóia ou couve-de-milão;
- Brassica oleracea, grupo Sabellica - couve-frisada ( bem como a couve-galega, ambas pertencentes também ao tipo Acephala, nem sempre consideradas como grupo, mas como "variante");
- Brassica oleraceae, grupo Viridis - couve-forrageira;